# Lars Kenneth
Kenneth Lars Nilsson, född 1954 i Malmö, är en svensk målare.
Lars är som konstnär huvudsakligen autodidakt men fick en viss vägledning av Lars Yngve Nilsson. Separat har han ställt ut på bland annat Trelleborgs museum, Galleri Higgs, Östra sjukhuset Malmö och han medverkade i samlingsutställningar med Skånes konstförening och på Krapperups konsthalls höstsalonger. Hans konst består av stilleben och landskap med riklig fantasi. Lars är representerad vid Malmö kommun, Tullverket och i några konstföreningar. 